# Yusuke Tasaka
Yusuke Tasaka (født 8. juli 1985) er en japansk fodboldspiller.
Han har spillet for flere forskellige klubber i sin karriere, herunder Kawasaki Frontale og VfL Bochum.